# Jiří Kynos
Jiří Kynos (* 24. März 1943 in Třebechovice pod Orebem) ist ein ehemaliger tschechoslowakischer Sprinter.
Bei den Europameisterschaften 1966 in Budapest wurde er Siebter in der 4-mal-100-Meter-Staffel und schied über 200 Meter im Vorlauf aus. Bei den Europäischen Hallenspielen 1967 in Prag gewann er als erster Läufer der tschechoslowakischen Mannschaft Bronze in der 1500-Meter-Staffel. 
1969 holte er bei den Europameisterschaften in Piräus in der 4-mal-100-Meter-Staffel Bronze und wurde Fünfter über 200 Meter.
Bei den Europameisterschaften 1971 in Helsinki siegte er zusammen mit Ladislav Kříž, Juraj Demeč und Luděk Bohman in der 4-mal-100-Meter-Staffel und erreichte über 200 Meter das Halbfinale.
1972 wurde er bei den Olympischen Spielen in München Vierter in der 4-mal-100-Meter-Staffel und gelangte über 200 Meter ins Halbfinale. 1974 folgte bei den Europameisterschaften in Rom ein achter Platz in der Staffel und ein Vorrundenaus über 200 Meter.

## Persönliche Bestzeiten
- 100 m: 10,3 s, 1967
- 200 m: 20,6 s, 7. September 1969, Prag